# Platystele stevensonii
Platystele stevensonii är en orkidéart som beskrevs av Carlyle August Luer. Platystele stevensonii ingår i släktet Platystele och familjen orkidéer. Inga underarter finns listade i Catalogue of Life.